# Moriya
Moriya (守谷市, Moriya-shi) est une ville située dans la préfecture d'Ibaraki, sur l'île de Honshū, au Japon.

## Géographie

### Situation
Moriya est située dans le sud-ouest de la préfecture d'Ibaraki.

### Démographie
En mars 2020, la population de Moriya s'élevait à 68 592 habitants, répartis sur une superficie de 35,71 km2.

### Hydrographie
La ville est bordée par le fleuve Tone au sud, la rivière Kinu à l'ouest et la rivière Kokai au nord-est.

## Histoire
La localité a été fondée le 1er avril 1889 en tant que bourg. Elle obtient le statut de ville le 2 février 2002.

## Transports
Moriya est desservie par la ligne Tsukuba Express (MIR) et la ligne Jōsō (Kantō Railway). La gare de Moriya est la principale gare de la ville.

## Jumelages
Moriya est jumelée avec :
- Greeley (États-Unis)
- Mainburg (Allemagne)